# Картърът (окръг, Северна Каролина)
Окръг Картърът (на английски: Carteret County) е окръг в щата Северна Каролина, Съединени американски щати. Площта му е 3473 km², а населението – 68 890 души (2016). Административен център е град Боуфорт.